# ناحیه سانتاری
ناحیه سانتاری در منطقه شمال پرتغال واقع شده است و پایتخت ناحیه شهر سانتاری می‌باشد.
مساحت این ناحیه ۶۷۴۷ کیلومتر مربع (۳مین در پرتغال) و جمعیت آن ۴۷۵٬۳۴۴ نفر می‌باشد.